# 934
سنة 934 م كانت سنة بسيطة تبدأ يوم الأربعاء (الرابط يظهر نموذج التقويم الكامل للسنة) من التقويم اليولياني.

## وفيات
- أبو الحسن بن طباطبا.
- أبو جعفر الأربسي.
- أبو زيد البلخي.
- أحمد يحيى الحسين.
- ابن دريد.
- خير النساج.
- عبيد الله المهدي.
- هارون بن غريب.